# Entephria punctipes
Entephria punctipes is een nachtvlinder uit de familie van de spanners (Geometridae).
De spanwijdte van deze vlinder is 24 tot 30 millimeter. 
De vliegtijd is eind juni en juli. 
De soort komt voor in het uiterste noorden van het Palearctisch en Nearctisch gebied.
De wetenschappelijke beschrijving van de soort werd voor het eerst geldig gepubliceerd in 1835 door de Britse entomoloog John Curtis.